# Cephaloscyllium zebrum
Cephaloscyllium zebrum е вид пилозъба акула от семейство Scyliorhinidae.

## Разпространение и местообитание
Видът е разпространен в Австралия (Куинсланд).
Обитава морета и рифове. Среща се на дълбочина от 444 до 454 m.

## Описание
На дължина достигат до 43,5 cm.